# سیارک ۲۵۶۰۶
سیارک ۲۵۶۰۶ (به انگلیسی: 25606 Chiangshenghao، نامگذاری:2000AT7)۲۵۶۰۶مین سیارک کشف شده‌است که در ۰۲ ژانویه ۲۰۰۰ کشف شد.